# 西藏铁角蕨
西藏铁角蕨（学名：Asplenium pseudofontanum）为铁角蕨科铁角蕨属下的一个种。

## 扩展阅读
- 維基物種上的相關：西藏铁角蕨